# Mazarine-meester

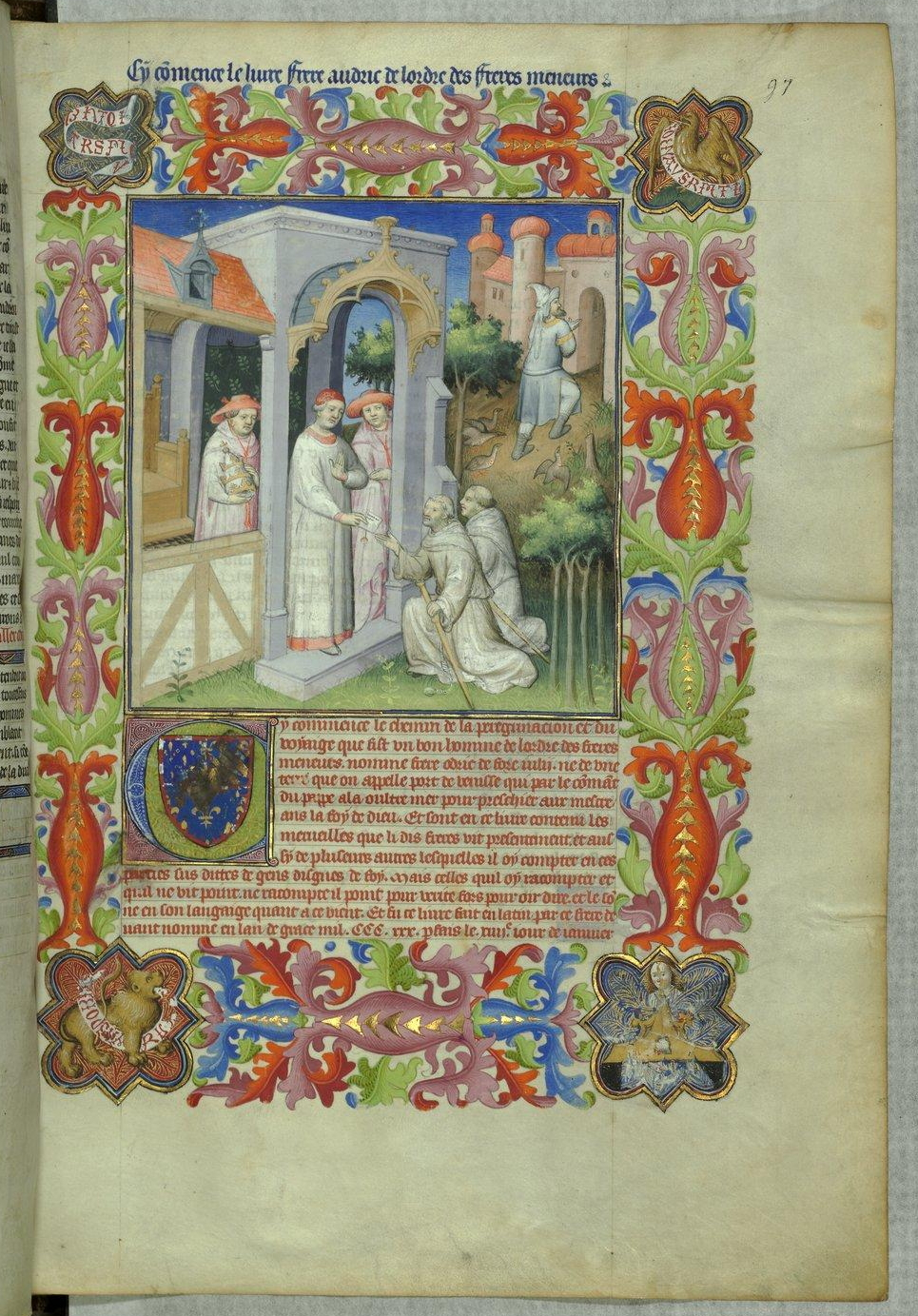
Odoric van Pordenoneen paus Johannes XXII, Livre des merveilles, Bibliothèque nationale de France, Ms, fr. 2810, f.97

De Mazarine-Meester is de noodnaam die wordt gebruikt voor de miniaturist die de miniaturen verzorgde in een getijdenboek van omstreeks 1420 dat in de 17e eeuw in het bezit was van kardinaal Mazarin en nu bewaard wordt in de Bibliothèque Mazarine in Parijs met als signatuur Ms. 469. Deze meester werd gedurende lange tijd vereenzelvigd met de Boucicaut-meester.
Er is weinig of niets over de levensloop van deze meester gekend. Hij hoorde bij de kunstenaars die in het begin van de 15e eeuw actief waren in Parijs en werd pas in 1996 door François Avril gedefinieerd als zelfstandig kunstenaar. Voordien werd zijn werk toegeschreven aan de Boucicaut-meester, die dikwijls vereenzelvigd wordt met Jacob Coene. Hoewel de stijl van beide meesters vrij gelijklopend is kan men aan de Mazarine-meester specifieke kenmerken toekennen, zoals zijn meer gracieuze en slankere personages en de typische groene onderkleuring van de gezichten tegenover de wit-grijze ondertoon bij de Boucicaut-meester. De Mazarine-meester lijkt ook beïnvloed geweest door de Italiaanse meester van de Brusselse initialen, invloed die men niet kan aantonen bij de Boucicaut-meester.

## Toegeschreven werken
Hieronder een lijst van werken waaraan de Mazarine-meester zou meegewerkt hebben.
- Getijden naar gebruik van Rome, in samenwerking met de Pseudo-Jacquemart en de Meester van Étienne Loypeau, ca. 1400, bibliothèque municipale de Quimper, Ms.42
- Getijden naar gebruik van Rome, in samenwerking met de Bedford-meester, ca.1408, Bodleian Library, Oxford, Ms.Douce 144
- Getijden naar gebruik van Parijs in samenwerking met de Egerton-meester, Free Library of Philadelphia, Widener 6
- De Grandes Heures du duc de Berry, één miniatuur De nederdaling ter helle, f.84, ca. 1409, Bibliothèque nationale de France, Ms, lat. 919
- Dialogues van Pierre Salmon, in samenwerking met de Meester van de Cité des dames (3 miniaturen : 1v, 53 en 60v.) omstreeks 1409, Bibliothèque nationale de France Fr.23279
- Egerton-getijden of getijden van René d'Anjou, in samenwerking met de Egerton-meester en met miniaturen van Barthélemy van Eyck, 1407-1410, British Library, Egerton 1070
- Dialogues van Pierre Salmon, ca. 1411-1413, Bibliothèque de Genève, Ms, Fr. 165
- Livre des merveilles in samenwerking met de Egerton-meester en de meester van de Cité des dames, ca. 1410-1412, Bibliothèque nationale de France Ms, Fr. 2810[2][3]
- Getijden van Saint-Maur, in samenwerking met Meester van Guise, ca. 1410-1412, Bibliothèque nationale de France, NAL3107
- Mazarine-getijden, misschien gemaakt in opdracht van Lodewijk van Guyenne voor zijn vader Karel VI, ca. 1415, Bibliothèque Mazarine, Paris, Ms.469
- Getijden van Joseph Bonaparte, ca. 1415, Bibliothèque nationale de France, Ms, Lat. 10538